# Chiesa di San Secondo (Serravalle)
La chiesa parrocchiale di San Secondo è un edificio religioso che si trova a Ludiano, frazione di Serravalle in Canton Ticino.

## Storia
La costruzione viene citata per la prima volta in documenti storici risalenti al 1293, anche se nei secoli successivi venne completamente ricostruita. L'edificio attuale venne costruito nel 1780 da Giuseppe Lepori.

## Descrizione
La chiesa si presenta con una pianta ad unica navata, affiancata da quattro cappelle laterali e sovrastata da una volta a botte lunettata. All'interno sono presenti stucchi e affreschi di Lorenzo Peretti, realizzati nel 1800. Al XV secolo risalgono invece gli affreschi conservati nell'abside.